# 岐阜刑務所
岐阜刑務所（ぎふけいむしょ）は、法務省矯正局の名古屋矯正管区に属する刑務所。所在地は岐阜県岐阜市則松1-34-1。
下部機関として岐阜拘置支所、高山拘置支所、御嵩拘置支所の3か所の支所を持つ。設立時は岐阜市美江寺にあったが、1931年（昭和6年）3月に同市長良福光へ移転、1984年（昭和59年）4月に現在地へ移転した。

## 概要
主に執行刑期10年以上の犯罪傾向の進んでいる受刑者を収容対象とする男子刑務所である。収容分類級はLB級とB級で、LB級（刑期8年以上で犯罪傾向の進んでいる者）の集禁施設となったのは、1972年（昭和47年）7月のことである。2010年（平成22年）1月には、収容区分を刑期8年以上から刑期10年以上に変更した。
収容定員は870人。受刑者は2023年（令和5年）1月12日時点で427人で、全収容者のうち4割が殺人罪で服役している。同年11月末時点で、受刑者の平均年齢は55歳、最高齢は89歳である。
日本弁護士連合会人権擁護委員会によれば、2014年（平成26年）末時点で全収容者713人のうち、LB指標の受刑者が562人で、そのうち174人（全収容者の約4分の1）が無期懲役刑受刑者である。また2023年1月時点で、収容者のうち32人（約7％）が暴力団員である。2020年（令和2年）1月時点では約580人が服役していたが、無期受刑者を除き、受刑者の平均刑期年数は12年だった。

## アクセス
- JR東海 東海道本線 岐阜駅から車・タクシーで約40分[1]
- 名鉄 名鉄岐阜駅 名鉄岐阜バスターミナルから岐阜バス黒野線「西秋沢」、「本巣市役所」または「宝珠ハイツ」行きに乗車し、「犬塚」停留所で下車し、徒歩5分[1]。

## 組織
所長の下に2部1課を持つ2部制である。
- 総務部（庶務課、会計課、用度課）
- 処遇部（処遇担当、企画担当）
- 医務課

## 著名な受刑者
- 泉水博（日本赤軍元メンバー） - 強盗殺人罪で無期懲役が確定して服役していたが、 2020年3月27日に83歳で獄中死[10]。
- 北村浩一（オウム真理教元幹部） - 地下鉄サリン事件に関与し、2003年に無期懲役が確定[11]。
- 氷見事件の真犯人 - 2002年（平成14年）に富山県氷見市で発生した2件の強姦・強姦未遂事件で、無実の男性が逮捕・起訴されて懲役3年に処されたが、出所後に真犯人の存在が判明した冤罪事件。この真犯人はその2件以外にも多数の性犯罪事件で起訴され、2007年（平成19年）11月14日に懲役25年（求刑：懲役30年）の実刑判決を言い渡され[12][13]（同月29日に確定）[14]、岐阜刑務所に下獄した[15][16]。
- 新発田市女性連続殺人事件の犯人 - 2013年に新潟県新発田市で起こした強姦致死事件で2018年に無期懲役が確定して服役していたが[17]、2020年2月、2014年に同市内で起こした殺人事件の被疑者として新潟県警に逮捕された[18]。

## 脱獄
- 1946年（昭和21年）7月25日、受刑者300人が食糧事情の悪化などを理由に舎房に入ることを拒否して集団騒擾。7人が逃走して4人を逮捕[19]。
- 1980年（昭和55年）7月1日、無期懲役刑で服役していた男（当時35歳）[注 6]が脱獄する事件が発生[23]。男は同月3日（脱獄から約40時間後）に静岡県島田市内で逮捕され[24]、逃走の罪に問われ、同年11月15日に岐阜地裁刑事部（笹本忠男裁判官）で懲役2年（求刑：懲役3年）の実刑判決を言い渡された[25]。

## 特記事項
- 刑務作業の主要業種は木工・洋裁・金属である[1][4]。刑務作業の特色として、長期収容再犯者を中心に熟練した技術が必要な高級家具セットの製作が行われていることがあげられる。
- 長良西の跡地は、長良中学校や、サッカー・ラグビーなどの屋外球技場「長良川球技メドウ」として利用されている。
- 2015年10月に当時の所長ら職員が賭け麻雀をしていたことが判明した。所長は名古屋矯正管区長の厳重注意を受け、11月25日付けで更迭されて同管区付となった[26]。